# Saturn-Award-Verleihung 1988
Die 15. Saturn-Award-Verleihung fand am 23. August 1988 statt.
Erfolgreichste Produktion mit fünf Auszeichnungen wurde RoboCop.

## Nominierungen und Gewinner

### Film
| Kategorie                    | Preisträger                                       | Film                           | Nominierungen |
| ---------------------------- | ------------------------------------------------- | ------------------------------ | --- |
| Bester Science-Fiction-Film  |                                                   | RoboCop                        | The Hidden – Das unsagbar Böse Die Reise ins Ich Masters of the Universe Predator Running Man |
| Bester Horrorfilm            |                                                   | The Lost Boys                  | Tanz der Teufel II – Jetzt wird noch mehr getanzt Hellraiser – Das Tor zur Hölle Near Dark – Die Nacht hat ihren Preis Nightmare III – Freddy Krueger lebt Das Halloween Monster |
| Bester Fantasyfilm           |                                                   | Die Braut des Prinzen          | Das Wunder in der 8. Straße Verabredung mit einem Engel Bigfoot und die Hendersons James Bond 007 – Der Hauch des Todes Die Hexen von Eastwick |
| Beste Regie                  | Paul Verhoeven                                    | RoboCop                        | William Dear für Bigfoot und die Hendersons Jack Sholder für The Hidden – Das unsagbar Böse Joe Dante für Die Reise ins Ich Kathryn Bigelow für Near Dark – Die Nacht hat ihren Preis Stan Winston für Das Halloween Monster |
| Bestes Drehbuch              | Michael Miner Edward Neumeier                     | RoboCop                        | Alan Parker für Angel Heart James Dearden für Eine verhängnisvolle Affäre Jim Kouf für The Hidden – Das unsagbar Böse William Goldman für Die Braut des Prinzen Michael Cristofer für Die Hexen von Eastwick |
| Beste Spezialeffekte         | Peter Kuran Phil Tippett Rob Bottin Rocco Gioffre | RoboCop                        | Vern Hyde, Doug Beswick & Tom Sullivan für Tanz der Teufel II – Jetzt wird noch mehr getanzt Dennis Muren, Bill George, Harley Jessup & Kenneth F. Smith für Die Reise ins Ich Richard Edlund für Masters of the Universe Joel Hynek, Stan Winston, Richard Greenberg & Robert M. Greenberg für Predator Michael Lantieri für Die Hexen von Eastwick |
| Beste Musik                  | Alan Silvestri                                    | Predator                       | Christopher Young für Hellraiser – Das Tor zur Hölle Bruce Broughton für Monster Busters John Carpenter für Die Fürsten der Dunkelheit J. Peter Robinson für Toll treiben es die wilden Zombies John Williams für Die Hexen von Eastwick |
| Bestes Kostüm                | Phyllis Dalton                                    | Die Braut des Prinzen          | Susan Becker für The Lost Boys Julie Harris für Masters of the Universe Michael W. Hoffman & Aggie Lyon für Monster Busters Erica Edell Phillips für RoboCop Robert Blackman für Running Man |
| Bestes Make-Up               | Rob Bottin Stephan Dupuis                         | RoboCop                        | Mark Shostrom für Tanz der Teufel II – Jetzt wird noch mehr getanzt Rick Baker für Bigfoot und die Hendersons Bob Keen für Hellraiser – Das Tor zur Hölle Greg Cannom, Ve Neill & Steve LaPorte für The Lost Boys Kevin Yagher, Mark Shostrom & R. Christopher Biggs für Nightmare III – Freddy Krueger lebt                                         |
| Bester Hauptdarsteller       | Jack Nicholson                                    | Die Hexen von Eastwick         | Michael Nouri für The Hidden – Das unsagbar Böse Arnold Schwarzenegger für Predator Lance Henriksen für Das Halloween Monster Peter Weller für RoboCop Terry O’Quinn für The Stepfather |
| Beste Hauptdarstellerin      | Jessica Tandy                                     | Das Wunder in der 8. Straße    | Melinda Dillon für Bigfoot und die Hendersons Lorraine Gary für Der weiße Hai 4 – Die Abrechnung Robin Wright Penn für Die Braut des Prinzen Nancy Allen für RoboCop Susan Sarandon für Die Hexen von Eastwick |
| Bester Nebendarsteller       | Richard Dawson                                    | Running Man                    | Robert Englund für Nightmare III – Freddy Krueger lebt Robert De Niro für Angel Heart Bill Paxton für Near Dark – Die Nacht hat ihren Preis Barnard Hughes für The Lost Boys Duncan Regehr für Monster Busters |
| Beste Nebendarstellerin      | Anne Ramsey                                       | Schmeiß’ die Mama aus dem Zug! | Lisa Bonet für Angel Heart Dorothy Lamour für Creepshow 2 Louise Fletcher für Blumen der Nacht Jenette Goldstein für Near Dark – Die Nacht hat ihren Preis Veronica Cartwright für Die Hexen von Eastwick |
| Bester Nachwuchsschauspieler | Kirk Cameron                                      | Wie der Vater, so der Sohn     | Scott Curtis für Cameron – Der Dämon aus der Hölle Stephen Dorff für Gate – Die Unterirdischen Corey Haim für The Lost Boys Andre Gower für Monster Busters Joshua John Miller für Near Dark – Die Nacht hat ihren Preis |

### Ehrenpreise
| Kategorie                 | Preisträger                                  | Film                    | Nominierungen |
| ------------------------- | -------------------------------------------- | ----------------------- | ------------- |
| Silver Scroll             | Gary Goddard (für außergewöhnliche Leistung) | Masters of the Universe |               |
| George Pal Memorial Award | Larry Cohen                                  |                         |               |
| Life Career Award         | Roger Corman                                 |                         |               |
| President’s Award         | Mike Jittlov Richard Kaye                    | Magic Movie             |               |